# La visión de San Antonio de Padua (Murillo)

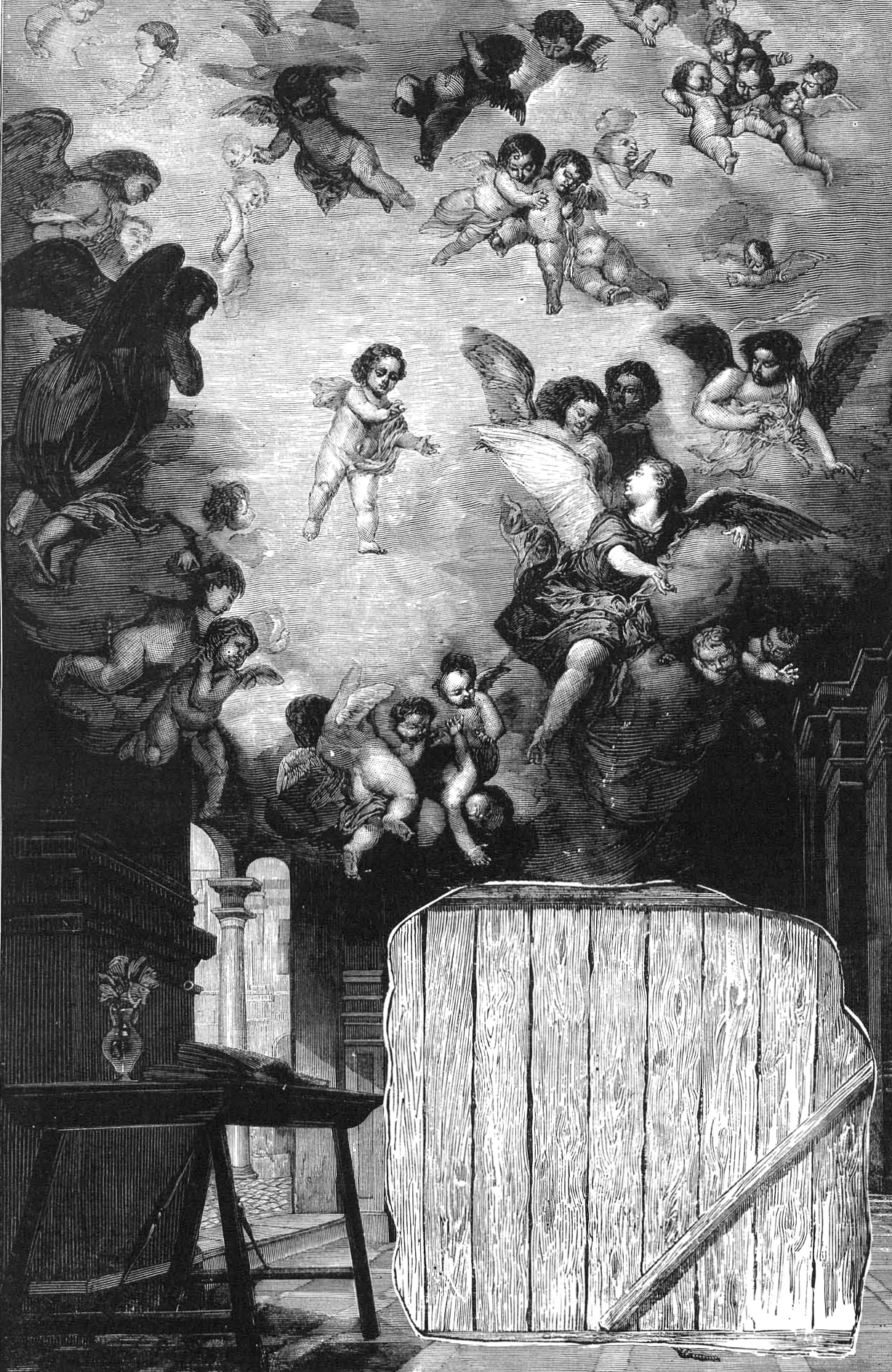
Cuadro de San Antonio después de la sacrílega mutilación. Grabado en madera. La Ilustración Española y Americana, 15 de noviembre de 1874,, n.º 42, p. 665.

La visión de San Antonio de Padua es una obra del pintor Bartolomé Esteban Murillo realizada en 1656 para la Catedral de Santa María de la Sede de Sevilla. Se encuentra en el retablo de la Capilla Bautismal, donde también está el Bautismo de Cristo, del mismo autor.

## Historia
Fue encargado por el cabildo catedralicio en octubre de 1656 para decorar el altar de la capilla de San Antonio, usada entonces para bautizos. Fue colocado en un retablo, obra de Bernardo Simón de Pineda. Murillo sigue la tradición de Herrera el Viejo, al crear un cuadro grande para una capilla pequeña.
Durante la ocupación francesa de Sevilla, en el marco de la invasión napoleónica a España, el tesoro de la catedral de Sevilla fue objeto de un expolio perpetrado por las tropas del mariscal francés Jean de Dieu Soult. Una de las obras confiscadas por el militar fue la Inmaculada de Soult y el Nacimiento de la Virgen, de Murillo. En principio, el francés pensaba obtener la Visión de San Antonio de Padua, pero el cabildo propuso intercambiarla por el Nacimiento de la Virgen y la obra permaneció en la capilla de San Antonio.
El cuadro fue restaurado en 1831.
En noviembre de 1874 un ladrón recortó un trozo con la figura del santo. Posteriormente, fue a parar a un anticuario de Nueva York, que se la vendió a William Scheams. Tras conocer su procedencia, la entregó a la Embajada Española gratuitamente. El trozo fue devuelto a la catedral en 1875. La Real Academia de Bellas Artes de Santa Isabel de Hungría de Sevilla recomendó que fuese restaurada por la Real Academia de Bellas Artes de San Fernando de Madrid, que entonces tenía más medios para ello. La pintura fue restaurada en la Sacristía Mayor por Salvador Martínez Cubells en 1876. Los académicos Carlos Luis de Ribera y Fieve y Nicolás Gato de Lema redactaron un informe sobre la restauración.

## Análisis
El santo se encuentra leyendo sobre la austera mesa de una gran estancia, cuando de pronto recibe la visita del Niño Jesús rodeado de ángeles —símbolos de pureza—. San Antonio interrumpe sus tareas y se arrodilla ante la visión. La luz que emana de la sagrada figura ilumina toda la escena.
La puerta al fondo de la estancia permite apreciar los detalles arquitectónicos, especialmente la columna. Murillo consigue con esto un estupendo efecto atmosférico, como en los mejores cuadros de Diego Velázquez. Varias figuras escorzadas acentúan la teatralidad barroca de la que estaban dotadas casi todas las obras de altar, como en los lienzos de Rubens, Herrera el Mozo y Van Dyck.
Un juego de luces, muy bien estructurado, unifica la composición y utiliza una amplia gama de colores para otorgar cohesión a la composición. Sin duda, Murillo consigue un estilo propio, más naturalista y con menos claroscuro —herencia de Francisco de Zurbarán y su generación—.